# ETERNALエクスプローラー
「ETERNALエクスプローラー」は、Mia REGINAのデビューシングルとして2016年8月24日にLantisから発売された。
TVアニメ『ももくり』EDテーマでもある。

## 収録曲
1. ETERNALエクスプローラー [4:38]
作詞：結城アイラ　作曲・編曲：Kon-K
2. ラブリーデイ [4:04]
作詞：上花楓裏　作曲・編曲：高田暁
3. Radiant star [4:36]
作詞：霧島若歌　作曲・編曲：八木篤史（SUPA LOVE）
4. ETERNALエクスプローラー（Instrumental）
5. ラブリーデイ（Instrumental）
6. Radiant star（Instrumental）